# Mecostibus glaber
Mecostibus glaber is een rechtvleugelig insect uit de familie Lentulidae. De wetenschappelijke naam van deze soort is voor het eerst geldig gepubliceerd in 1929 door Ramme.